# Септември
Септември (болг. Септември) — город в Болгарии. Находится в Пазарджикской области, входит в общину Септември. Население составляет 8155 человек (2022).
От Септември до Добриниште проложена узкоколейная железная дорога.

## Политическая ситуация
Кмет (мэр) общины Септември — Петър Бошев по результатам выборов в правление общины.

## Города-побратимы
- Минеральные Воды (Россия)